# Sepsina angolensis
Sepsina angolensis — вид сцинкоподібних ящірок родини сцинкових (Scincidae). Мешкає в Південній Африці.

## Поширення і екологія
Sepsina angolensis мешкаютьна південному заході Демократичної Республіки Конго, в Анголі, західній Замбії і північній Намібії. Вони живуть в саванах, серед піщаного ґрунту і опалого листя. Зустрічаються на висоті від 700 до 2000 м над рівнем моря.